# Sansevieria hyacinthoides
Dracaena hyacinthoides (Sansevieria hyacinthoides) es una especie de Dracaena (Sansevieria), originaria del sur de África, pero ampliamente cultivada en los trópicos. Ha sido colectada desde México (Yucatán) hasta Panamá.
Ahora se la ha incluido en el gen de Dracaena debido a los estudios moleculares de su filogenia.

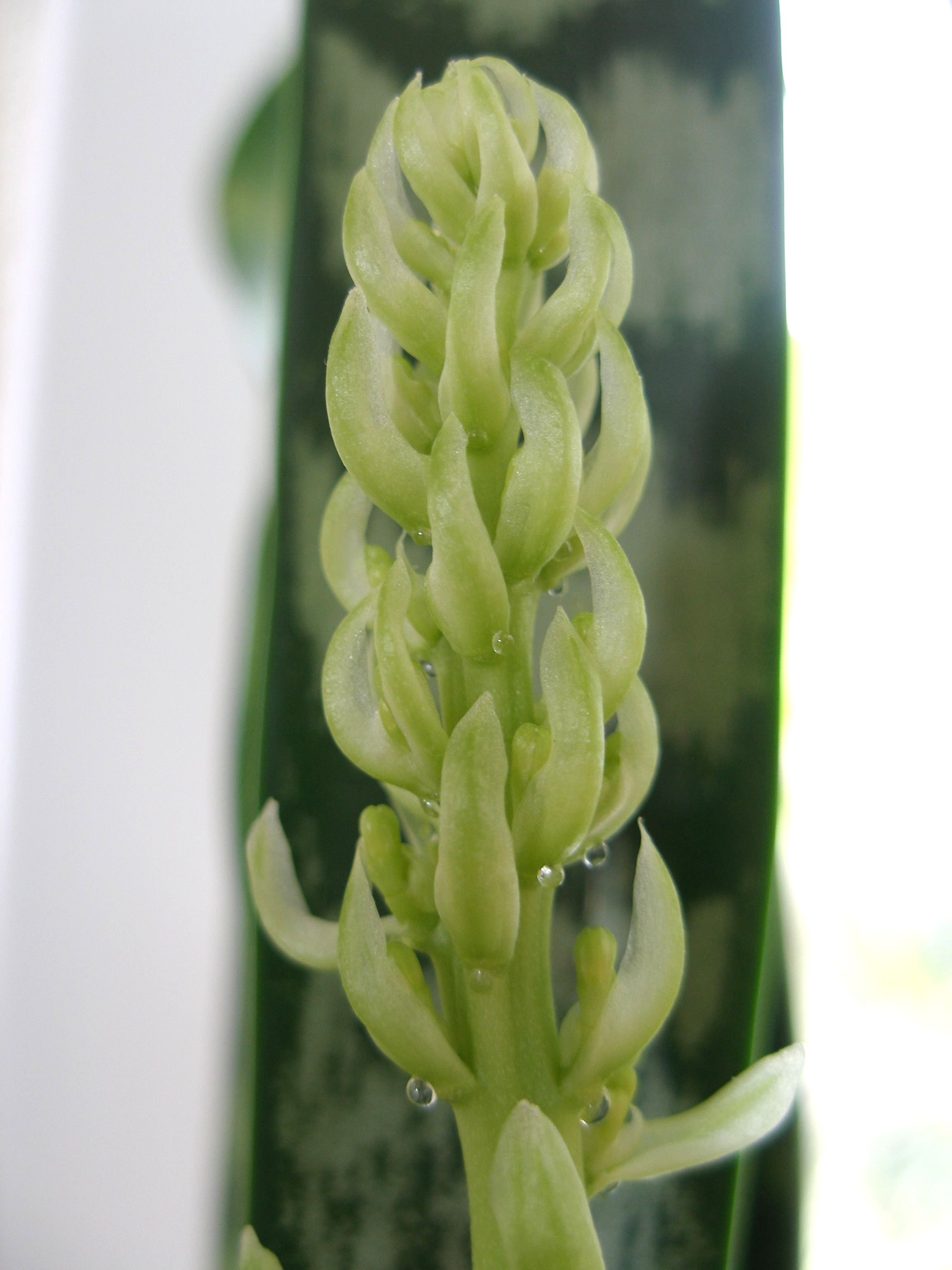
Inflorescencia

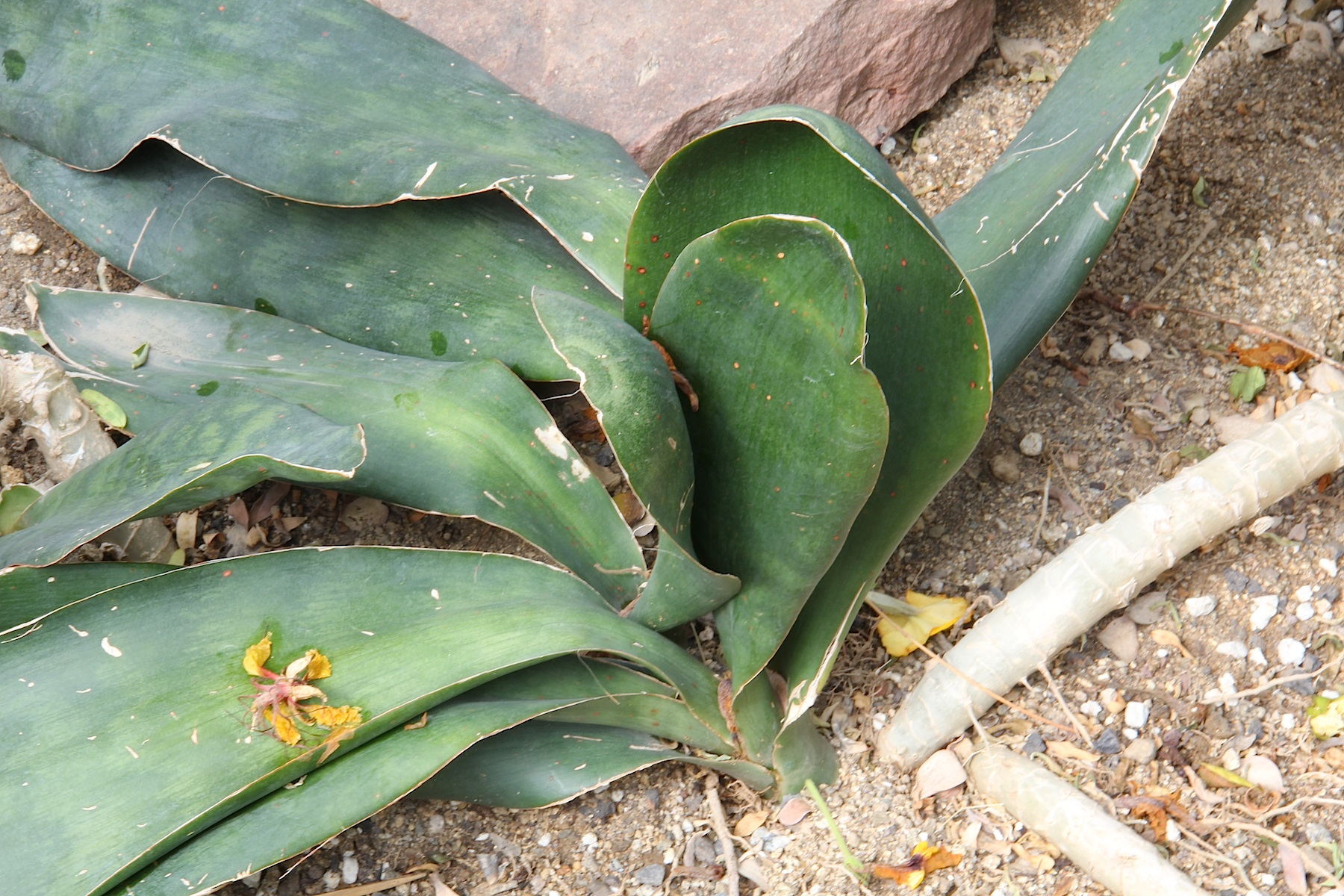
Vista de la planta

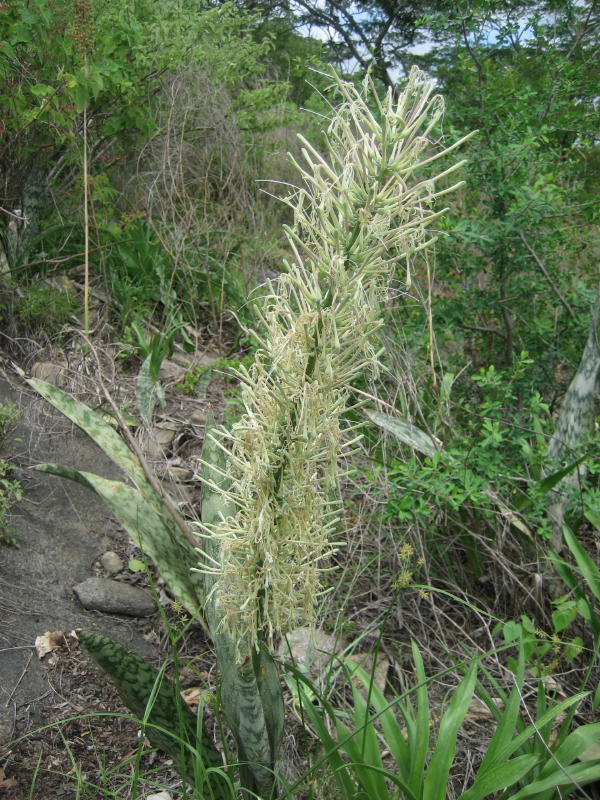
Inflorescencia

## Descripción
Plantas acaulescentes. Las hojas 2–4 o más, casi planas, erectas, lanceoladas, 15–45 cm de largo y 2.5–9 cm de ancho, algo engrosadas en el medio, lisas, con los márgenes endurecidos, cafés o rojo-anaranjados, con bandas verde pálidas alternado con bandas verde obscuras, el ápice usualmente blanco pálido. La inflorescencia en forma de racimo 45–75 cm de largo, usualmente sobrepasando a las hojas, flores 2–6 en un fascículo, blanco-verdosas, fragantes, pedicelos 3–6 mm de largo, articulados en medio; tubo del perianto 18–24 mm de largo, lobos lineares, 4–18 mm de largo.

## Taxonomía
Sansevieria hyacinthoides fue descrita por (Linneo) Druce y publicado en Botanical Exchange Club and Society of the British Isles (Report,) 3(5): 423, en el año 1914.
Etimología
Sansevieria nombre genérico que debería ser "Sanseverinia" puesto que su descubridor, Vincenzo Petanga, de Nápoles, pretendía dárselo en conmemoración a Pietro Antonio Sanseverino, duque de Chiaromonte y fundador de un jardín de plantas exóticas en el sur de Italia. Sin embargo, el botánico sueco Thunberg que fue quien lo describió, lo denominó Sansevieria, en honor del militar, inventor y erudito napolitano Raimondo di Sangro (1710-1771), séptimo príncipe de Sansevero.
hyacinthoides: epíteto latino compuesto que significa "parecido a Hyacinthus.
Sinonimia
- Acyntha guineensis (L.) Medik.
- Acyntha thyrsiflora (Thunb.) Kuntze
- Aletris guineensis (L.) Jacq.
- Aletris hyacinthoides (L.) L.
- Aletris hyacinthoides var. guineensis (L.) L.
- Aloe guineensis L.
- Aloe hyacinthoides L.
- Aloe hyacinthoides var. guineensis L.
- Cordyline guineensis (L.) Britton
- Cordyline hyacinthoides (L.) W.Wight
- Pleomele aloifolia Salisb.
- Salmia guineensis (L.) Cav.
- Salmia spicata Cav.
- Sanseverinia thyrsiflora Petagna
- Sansevieria angustiflora Lindb.
- Sansevieria angustifolia Baker
- Sansevieria ceylonica Oken
- Sansevieria fulvocincta Haw.
- Sansevieria guineensis (L.) Willd.
- Sansevieria laetevirens Haw.
- Sansevieria latifolia Bojer
- Sansevieria polyphylla Haw.
- Sansevieria rufocincta Baker
- Sansevieria spicata (Cav.) Haw.
- Sansevieria stenophylla Link
- Sansevieria thyrsiflora (Petagna) Thunb.
- Veltheimia guineensis (L.) Neck.[6]